# Rabdiophrys
Genre
Espèces de rang inférieur
- R. anulifera
- R. columna
- R. monopora
- R. pinea

Rabdiophrys est un genre d'holomycètes.
L'espèce type est Rabdiophrys anulifera.
La cellule mesure de 25 à 40 µm de diamètre ; elle est recouverte d'écailles en formes de plaquette et d'épine. Les plaquettes de 1,5 à 5,5 µm se composent de deux couches liées à leur périphérie. La plaque interne présente de nombreuses petites perforations et l'externe de 1 à 10 pores de plus grande taille. Les écailles en épine sont de structure et de longueur variables (0,8-12,2 µm) ; l'épine est creuse. Dans le cytoplasme on distingue de gros granules et de grandes vacuoles alimentaires. Les filopodes sont très fins.

## Liste des espèces
- Rabdiophrys anulifera Rainer, 1968 [syn. Pinaciophora pinea Nicholls, 1983 ?]
- Rabdiophrys columna (Croome, 1987) Roijackers et Siemensma, 1988
- Rabdiophrys monopora (Thomsen, 1978) Roijackers et Siemensma, 1988

Thomas Cavalier-Smith ajoute :
- Rabdiophrys pinea (Nicholls, 1983) Cavalier-Smith, 2012

s'opposant à l'idée que ce ne soit qu'un synonyme de R. anulifera.

## Systématique
Thomas Cavalier-Smith regroupe ce genre avec Paraluffisphaera (Paraluffisphaera tuba) dans une famille Rabdiophryidae Cavalier-Smith, 2012.